# درغانی
درغانی (به لاتین: Darghani) یک منطقهٔ مسکونی در افغانستان است که در ولایت بامیان واقع شده‌است.